# Ombres blanches
Pour l’article homonyme, voir Ombres blanches (librairie).
Pour plus de détails, voir Fiche technique et Distribution.
Ombres blanches (titre original : White Shadows in the South Seas) est un film américain réalisé par W. S. Van Dyke et Robert J. Flaherty, sorti en 1928.
Le film est une adaptation du roman  de Frederick O'Brien White Shadows in the South Seas, partie d'une trilogie basée sur les expériences vécues par l'auteur dans les îles du Pacifique, publié en 1919. Produit par Hunt Stromberg et Irving Thalberg pour la Metro-Goldwyn-Mayer, le film a été tourné pendant cinq mois à Tahiti. Il s'agit du premier film jamais tourné dans les îles de la Polynésie française.

## Synopsis
Rescapé d'une épidémie qui a décimé l'équipage de son navire, Le docteur Matthew Lloyd, médecin alcoolique, s'installe sur une île polynésienne. Il observe avec dégoût l'exploitation des plongeurs de perles indigènes par les coloniaux blancs. 

## Fiche technique
- Titre : Ombres blanches
- Titre original : White Shadows in the South Seas
- Réalisation : W. S. Van Dyke et Robert J. Flaherty
- Scénario : Ray Doyle et Jack Cunningham d'après le roman de Frederick O'Brien
- Production : Hunt Stromberg, Irving Thalberg
- Photographie : Clyde De Vinna, Bob Roberts et George Gordon Nogle
- Montage : Ben Lewis
- Pays de production :  États-Unis
- Format : Noir et blanc - Mono
- Genre : Drame et romance
- Durée : 88 minutes
- Date de sortie : 1928

## Distribution
- Monte Blue : Dr Matthew Lloyd
- Raquel Torres : Fayaway
- Robert Anderson : Sebastian, un commerçant

## Autour du film
- Robert Flaherty a commencé le film avec W.S. Van Dyke mais leurs désaccords cause le départ de Flaherty du tournage.
- Le film est représentatif des débuts de la culture Tiki aux États-Unis[2].
- Dans le film A Man's Man de James Cruze sorti en 1929, Greta Garbo et John Gilbert apparaissent à la première d'Ombres blanches dans leur propre rôle[3], le film évoquant l'histoire d'une jeune femme rêvant de faire carrière à Hollywood.

## Récompenses et distinctions
- Oscar de la meilleure photographie en 1929.